# Monopis cuspidigera
Monopis cuspidigera är en fjärilsart som beskrevs av Diakonoff 1955. Monopis cuspidigera ingår i släktet Monopis och familjen äkta malar. Inga underarter finns listade i Catalogue of Life.